# Centropyge bicolor
Centropyge bicolor е вид бодлоперка от семейство Pomacanthidae. Видът не е застрашен от изчезване.

## Разпространение и местообитание
Разпространен е в Австралия, Бруней, Вануату, Виетнам, Гуам, Индонезия, Камбоджа, Кирибати, Кокосови острови, Малайзия, Малдиви, Малки далечни острови на САЩ, Маршалови острови, Мианмар, Микронезия, Науру, Нова Каледония, Оман, Остров Рождество, Палау, Папуа Нова Гвинея, Провинции в КНР, Самоа, Северни Мариански острови, Сингапур, Соломонови острови, Сомалия, Тайван, Тайланд, Токелау, Тонга, Тувалу, Фиджи, Филипини, Френска Полинезия, Шри Ланка, Южна Африка и Япония.
Обитава океани, морета, лагуни и рифове в райони с тропически климат. Среща се на дълбочина от 0,5 до 25 m, при температура на водата от 25,5 до 29,2 °C и соленост 33,9 – 35,5 ‰.

## Описание
На дължина достигат до 15 cm.
Продължителността им на живот е около 13 години. Популацията на вида е стабилна.